# 21e division (armée impériale japonaise)
Pour les articles homonymes, voir 21e division.
La 21e division (第21師団, Dai-nijū-ichi shidan) est une unité d'infanterie de l'armée impériale japonaise. Son nom de code est Division Attaque (討兵団, Tou-heidan). La 21e division est créée le 4 avril 1938 en tant que division triangulaire dans le cadre d'un renforcement de l'armée à la suite du déclenchement de la seconde guerre sino-japonaise, en même temps que le rétablissement des 17e et 18e divisions, et de la création des nouvelles 22e et 23e divisions. Son quartier-général se trouve à Kanazawa et ses troupes sont principalement recrutées dans les préfectures d'Ishikawa et de Toyama.

## Histoire
Initialement assignée à l'armée régionale japonaise de Chine du Nord, la 21e division est déployée en Chine le 15 juillet 1938, servant comme force de garnison à Xuzhou. En février 1939, elle participe aux combats dans le district de Kahoku dans la province du Hebei. Sous le commandement du lieutenant-commandant Hisakazu Tanaka de 1940 à 1943 et en tant qu'unité de la 12e armée, la division participe aux opérations de contre-insurrection dans le nord de la Chine ainsi qu'à la bataille du Sud-Shanxi en mai 1941 et à l'offensive des cent régiments.
En novembre 1941, la 21e division est transférée sous le contrôle du groupe d'armées expéditionnaire japonais du Sud et transférée aux Philippines, débarquant dans le golfe de Lingayen le 26 février 1942. Après la bataille des Philippines, la division est envoyée en décembre 1943 en Indochine française sous le contrôle de la 38e armée. Assignée à un rôle de garnison à Hanoï, elle reste en Indochine jusqu'à la fin de la guerre du Pacifique, excepté une brève période fin 1944 quand elle revient en Chine pour participer à l'opération Ichi-Go. La division joue un rôle important dans le coup de force japonais en Indochine de mars 1945, qui résulte en la proclamation d'un empire du Viêt Nam indépendant de la France. La 21e division reste en garnison à Hanoï jusqu'à la capitulation du Japon en août 1945. Plusieurs de ses troupes refusent de rentrer au Japon et font défection pour rejoindre le Việt Minh dans sa lutte pour l'indépendance (guerre d'Indochine) contre le retour des forces coloniales françaises.